# Софизаде, Мурад
Мурад Софизаде — российский предприниматель и общественный деятель, в прошлом Президент Гарвардского клуба России. Генеральный директор, ЗАО «АЙПИНЭТ» (2004—2009).

## Биография
Родился в 1976 году в г. Баку, Азербайджан. После окончания с отличием Азербайджанского Технического Университета по специальности инженер  в течение 5 лет работал в Стамбульской штаб-квартире компании «Проктер энд Гембл» Турция, Закавказье и Средняя Азия (Procter & Gamble Turkey, Caucasus & Central Asia) в должности менеджера по торговой марке (Brand Manager).
В августе 2003 года назначен членом Совета директоров ЗАО «АЙПИНЭТ», а в январе 2004 года — генеральным директором компании.
Мурад Софизаде окончил обучение по специальностям MBA (Master in Business Administration) в Гарвардской школе бизнеса (Harvard Business School) и МРА (Master in Public Administration) в Гарвардской школе государственного управления имени Д. Ф. Кеннеди (Harvard’s JF Kennedy School of Government).
Выбран журналом «Финанс» одним из 33-х самых перспективных молодых российских бизнесменов 2009 года. Возглавляемое Мурадом Софизаде ЗАО «АЙПИНЭТ» было выбрано компанией Делойт самой быстроразвивающейся компанией сектора высоких технологий России в 2004—2008 годах — согласно Deloitte Technology Fast 500 EMEA’09 ranking. В начале 2010 года стал совместно с Татьяной Грех соучредителем компании TravelTipz - "Российского TripAdvisor" - онлайн-ресурса для планирования путешествий.